# Marmosa hirsuta
La marmosa hirsuta (Marmosops parvidens) és un petit opòssum mancat de marsupi de la família dels didèlfids. Viu a la Guaiana Francesa, Surinam, Veneçuela i el Brasil. Durant molt de temps es cregué que Marmosops pinheiroi, Marmosops bishopi i Marmosops juninensis pertanyien a la mateixa espècie, fins que es trobaren parvidens i pinheiroi simpàtrics a la Guaiana Francesa.